# Capsala cephala
Capsala cephala är en plattmaskart. Capsala cephala ingår i släktet Capsala och familjen Capsalidae. Inga underarter finns listade i Catalogue of Life.